# Catolicisme a Moçambic

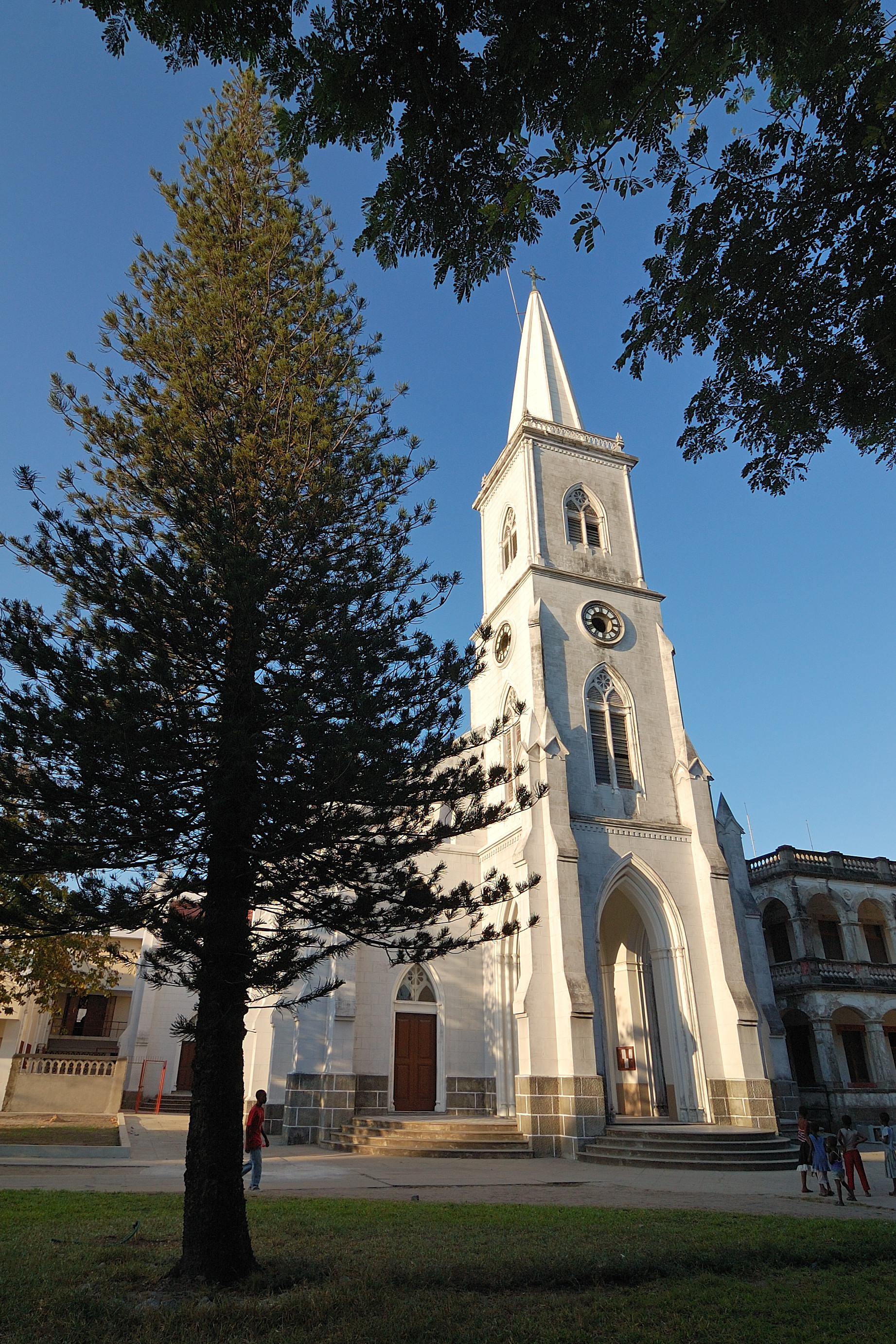
Catedral de Beira

L'Església Catòlica a Moçambic és part de l'Església Catòlica universal, sota la direcció espiritual de la Papa a Roma. Hi ha més de 4 milions catòlics al país que representa més del 21% de la població total.

## Història
L'evangelització de Moçambic comença al segle XVI amb l'arribada dels jesuïtes (1560). En 1612 el papa Pau V erigí al territori de Moçambic a la prelatura territorial sufragània de l'arquebisbat de Goa i Damão a Índia. Aquesta situació es mantingué així fins 1940 quan s'erigí l'arxidiòcesi de Lourenço Marques. En 1988 Joan Pau II va fer una visita pastoral a l'Església Catòlica a Moçambic, i nomenà al primer cardenal autòcton.
El 9 de desembre de 2011 la Santa Seu i Moçambic signaren per primera vegada un acord bilateral que consolidava els llaços d'amistat i cooperació entre els dos països i regulava la situació jurídica de l'Església Catòlica a Moçambic.

## Organització eclesiàstica
L'Església Catòlica és present a la zona amb tres oficines metropolitanes i 9  diòcesi sufragània:
- L 'arquebisbat de Beira, en el qual les diòcesis de: Chimoio, Gurué, Quelimane, Tete;
- L 'arquebisbat de Maputo, en el qual les diòcesis de: Inhambane, Xai-Xai;
- L 'arquebisbat de Nampula, en el qual les diòcesis de: Lichinga, Nacala, Pemba.

Al final de 2004 l'Església Catòlica a Moçambic va explicar:
- 294 parròquies;
- 507 sacerdots;
- 956 germanes religioses;
- 295 escoles;
- 178 organitzacions benèfiques.

La població catòlica era 10.593.714 cristians, que representen el 53,21% de la població.

## Nunciatura apostòlica
La delegació apostòlica de Moçambic es va establir el 17 de 1974 novembre amb el breu apostòlic In vertice de Pau VI. El 14 de desembre de 1995, amb l'establiment de les relacions diplomàtiques entre el Santa Seu i Moçambic, s'establí una nunciatura apostòlica amb base a Maputo, amb el breu Quo firmiores reddantur de Joan Pau II.

### Delegats apostòlics
- Francesco Colasuonno, arquebisbe titular de Truentum (6 de desembre de 1974 - 8 de gener de 1985 nomenat pro-nunci a Iugoslàvia)
- Patrick Coveney, arquebisbe titular de Satrianum (27 de juliol de 1985 - 25 de gener de 1990 nomenat pro-nunci a Etiòpia)
- Giacinto Berloco, arquebisbe titular de  Fidene (15 de març de 1990 - 17 de juliol de 1993 nomenat nunci apostòlic a Costa Rica)
- Peter Stephan Zurbriggen, arquebisbe titular de Glastonia (13 de novembre de 1993 - 22 de febrer de 1996)

### Nuncis apostòlics
- Peter Stephan Zurbriggen, arquebisbe titular de Glastonia (22 de febrer de 1996 - 13 de juny de 1998 nomenat nunci apostòlic a Armènia, Geòrgia i Azerbaidjan)
- Juliusz Janusz, arquebisbe titular de Caorle (26 de setembre de 1998 - 9 abril de 2003 nunci apostòlic designat a Hongria)
- George Panikulam, arquebisbe titular d'Arpaia (3 de juliol de 2003 - 24 d'octubre de 2008 nunci apostòlic designat a Etiòpia i delegat apostòlic a Somàlia)
- Antonio Arcari, arquebisbe titular de Caeciri (12 de desembre de 2008 - 5 de juliol de 2014 nomenat nunci apostòlic a Costa Rica)
- Edgar Peña Parra, arquebisbe titular de Thélepte, des del 21 de febrer de 2015)

## Conferència episcopal
L'episcopat local forma part de la Confêrencia Episcopal de Moçambique (CEM).
La CEM és membre de la Assemblea Interregional de Bisbes d'Àfrica del Sud (IMBISA) i del Simposi de Conferències Episcopals d'Àfrica i Madagascar (SECAM).
Elenc de Presidents de la Conferència episcopal:
- Custódio Alvim Pereira, arquebisbe de Maputo (1967 - 1969)
- Francisco Nunes Teixeira, bisbe de Quelimane (1969 - 1975)
- Manuel Vieira Pinto, arquebisbe de Nampula (1975 - 1976)
- Jaime Pedro Gonçalves, arquebisbe de Beira (1976 - 1986)
- Paulo Mandlate, bisbe de Tete (1986 - 1993)
- Francisco João Silota, bisbe de Chimoio (1993 - 2002)
- Jaime Pedro Gonçalves, arquebisbe de Beira (2002 - 2006)
- Tomé Makhweliha, arquebisbe de Nampula (2006 - 2009)
- Lúcio Andrice Muandula, bisbe de Xai-Xai, (2009-2015)
- Francisco Chimoio, arquebisbe de Maputo (2015-)